# Os idos de março e a queda em abril

Os idos de março e a queda em abril é um instant book sobre o golpe de Estado no Brasil em 1964 produzido dentro de apenas um mês após o evento por jornalistas do Jornal do Brasil, entre eles Alberto Dines. É dividido em oito capítulos: Araújo Netto define a situação política, Pedro Gomes, Eurilo Duarte e Cláudio Mello e Souza fazem narrativas focadas em Minas Gerais, São Paulo e Guanabara da perspectiva dos protagonistas do golpe, Wilson Figueiredo foca nas esquerdas, Antônio Callado, no presidente João Goulart, Carlos Castelo Branco, nos conspiradores militares, e por fim, Alberto Dines dá a perspectiva da redação do jornal. O livro é usado como referência por muitos historiadores. Sua tendência política, em linhas gerais, é de responsabilizar as esquerdas e o presidente pela sua própria deposição.